# Laurel Bay
Laurel Bay – jednostka osadnicza w Stanach Zjednoczonych, w stanie Karolina Południowa, w hrabstwie Beaufort.